# 29 september
29 september är den 272:a dagen på året i den gregorianska kalendern (273:e under skottår). Det återstår 93 dagar av året.

## Återkommande bemärkelsedagar

### Helgondagar
- Mikaelidagen

### Temadagar[1][2]
- Alla soffpotatisars dag
- Kaffets dag
- Internationella pussdagen
- Återvinningens dag
- Resandefolkets dag

## Namnsdagar

### I den svenska almanackan
- Nuvarande – Mikael och Mikaela
- Föregående i bokstavsordning
  - Majken – Namnet infördes på dagens datum 1986, men flyttades 1993 till 19 maj, där det har funnits sedan dess.
  - Mickelsmäss – Denna benämning på dagens datum fanns där före 1772, då den utgick genom detta års helgdagsreduktion. Den levde dock kvar länge än i folkmedvetandet, som en viktig bemärkelsedag.
  - Mikael – Namnet har, till minne av ärkeängeln med detta namn, funnits på dagens datum sedan gammalt och har inte flyttats. Tack vare detta har dagen även fått benämningen Mickelsmäss.
  - Mikaela – Namnet infördes på dagens datum 1986 och har funnits där sedan dess.
- Föregående i kronologisk ordning
  - Före 1772 – Mikael och Mickelsmäss
  - 1772–1900 – Mikael
  - 1901–1985 – Mikael
  - 1986–1992 – Mikael, Majken och Mikaela
  - 1993–2000 – Mikael och Mikaela
  - Från 2001 – Mikael och Mikaela
- Källor
  - Brylla, Eva (red.). Namnlängdsboken. Gjøvik: Norstedts ordbok, 2000 ISBN 91-7227-204-X
  - af Klintberg, Bengt. Namnen i almanackan. Gjøvik: Norstedts ordbok, 2001 ISBN 91-7227-292-9

### Finlandssvenska almanackan
- Nuvarande från 2015[3] – Mikael, Mikaela, Michelle
- I föregående revideringar[a][4]
  - 1929–1972 – Mikael
  - 1973–2014 – Mikael, Mikaela

## Händelser
- 235 – Påven Pontianus blir avsatt av den romerske kejsaren (denna eller föregående dag). Därpå skickas han och några andra kyrkliga ledare, däribland författaren Hippolytus, i exil till Sardinien.
- 440 – Sedan Sixtus III har avlidit den 18 eller 19 augusti väljs Leo I till påve.
- 855 – Sedan Leo IV har avlidit den 17 juli väljs Benedictus III till påve.[5]
- 1179 – Lando av Sezze utses till motpåve och tar namnet Innocentius III.
- 1306 – Den svenske kungen Birger Magnussons bröder Erik och Valdemar tillfångatar sin bror på hans gård Håtunaholms säteri i Uppland i vad som har gått till historien som Håtunaleken.
- 1521 – Turkiska trupper ockuperar Belgrad, en ockupation som varar nästan 300 år.
- 1560 – Erik XIV blir svensk kung vid sin far Gustav Vasas död.
- 1568 – Erik XIV kapitulerar som kung och tillfångatas.
- 1708 – Slaget vid Lesna.
- 1856 – Fredrika Bremer ger ut sin roman Hertha, vilken kommer att ha stor betydelse för den svenska jämställdhetspolitiken.[6]
- 1950 – Jordskred i Surte vid Göta älv, 1 person omkommer.
- 1952 – Svensk premiär för filmen Singin' in the Rain med Gene Kelly, Debbie Reynolds och Donald O'Connor.
- 1954
  - Premiär för filmen En stjärna föds med Judy Garland och James Mason.
  - Cern grundas.
- 1966 – Bilmodellen Chevrolet Camaro presenteras.
- 1988 – Rymdfärjan Discovery skjuts upp på uppdrag STS-26.
- 2004 – Filmen Svensson, Svensson ges ut på dvd.
- 2007 – Musikalen Sound of Music har premiär på Göta Lejon i Stockholm.

## Födda
- 106 f.Kr. – Pompejus, romersk fältherre och statsman
- 1240 – Margareta av England, drottning av Skottland
- 1276 – Kristofer II, kung av Danmark
- 1328 – Johanna av Kent, prinsessa av Wales
- 1511 – Miguel Serveto, spansk läkare och teolog
- 1547 – Miguel Cervantes, spansk författare
- 1639 – Lord Russell, brittisk politiker
- 1703 – François Boucher, fransk målare
- 1725 – Robert Clive, brittisk militär och kolonialist
- 1758 – Horatio Nelson, Lord Nelson, brittisk sjölord och amiral, segrare i slaget vid Trafalgar
- 1790 – Alexandre Parent du Châtelet, fransk läkare
- 1810 – Elizabeth Gaskell, brittisk författare
- 1820 – Henrik V, titulärkung av Frankrike
- 1864 – Miguel de Unamuno, spansk författare och filosof
- 1866 – Per Hallström, författare, ledamot av Svenska Akademien, dess ständige sekreterare
- 1867 – Walther Rathenau, tysk industriman och politiker
- 1879 – Eirik Hornborg, finlandssvensk historiker och författare
- 1890 – Alois Eliáš, tjeckoslovakisk general och politiker
- 1891 – Gerda Björne, svensk skådespelare
- 1896 – George H. Bender, amerikansk republikansk politiker, senator från Ohio
- 1897 – Anton Sjö, svensk kassör och riksdagspolitiker (socialdemokrat)
- 1900 – Folke Rydberg, svensk sångare (andrebas)
- 1901 – Enrico Fermi, italiensk-amerikansk fysiker, mottagare av Nobelpriset i fysik 1938
- 1907 – Gene Autry, amerikansk sjungande cowboy och skådespelare
- 1908 – Greer Garson, irländskfödd amerikansk skådespelare
- 1912
  - Michelangelo Antonioni, italiensk filmregissör
  - Sture Ericson, svensk skådespelare och regissör
- 1916 – Trevor Howard, brittisk skådespelare
- 1917 – Göran Gentele, svensk skådespelare, regissör och manusförfattare
- 1920
  - Peter Mitchell, brittisk biokemist, mottagare av Nobelpriset i kemi 1978
  - William B. Spong, amerikansk demokratisk politiker, senator från Virginia
- 1925 – John Tower, amerikansk republikansk politiker, senator från Texas
- 1927 – Rune Gnestadius, (”Gnesta-Kalle”), svensk radio-, TV-producent, programledare, musiker (dragspel) och kapellmästare
- 1930 – Colin Dexter, brittisk författare
- 1931
  - James Cronin, amerikansk fysiker, mottagare av Nobelpriset i fysik 1980
  - Anita Ekberg, svensk skådespelare
- 1932
  - Robert Benton, amerikansk regissör och manusförfattare
  - Rainer Weiss, tysk-amerikansk fysiker, mottagare av Nobelpriset i fysik 2017
- 1935 – Jerry Lee Lewis, amerikansk artist, ”If I'm going to hell, I’m going there playing the piano”
- 1936 – Silvio Berlusconi, italiensk politiker, Italiens premiärminister
- 1938 – Wim Kok, nederländsk politiker, premiärminister i Nederländerna
- 1941 – Thomas Hellberg, svensk skådespelare
- 1942 – Madeline Kahn, amerikansk skådespelare
- 1943
  - Lech Wałęsa, polsk skeppsvarvsarbetare, politiker, president, mottagare av Nobels fredspris 1983
  - Wolfgang Overath, tyskländsk fotbollsspelare
- 1947 – Martin Ferrero, amerikansk skådespelare
- 1948
  - Theo Jörgensmann, tysk klarinettist och kompositör
  - Jon Lindström, finlandssvensk regissör och manusförfattare
  - John M. McHugh, amerikansk republikansk politiker, arméminister
- 1955 – Joe Donnelly, amerikansk demokratisk politiker, senator från Indiana
- 1956 – Sebastian Coe, brittisk friidrottare och konservativ politiker
- 1957 – Lotta Ramel, svensk skådespelare
- 1959 - Jon Fosse, norsk författare, mottagare av Nobelpriset i litteratur 2023
- 1960
  - Ieroklis Michaelidis, grekisk skådespelare
  - Jimmy Takter, svensk travkusk och travtränare
- 1961
  - Julia Gillard, australisk politiker, premiärminister
  - Dan Johansson, svensk skådespelare
- 1963
  - Dave Andreychuk, kanadensisk ishockeyspelare
  - Mikael Richter, svensk konstnär
- 1967 – Brett Anderson, brittisk sångare
- 1969
  - Erika Eleniak, amerikansk skådespelare och fotomodell
  - Oded Menashe, israelisk skådespelare
  - Kelly Robbins, amerikansk golfspelare
- 1972 – Jörgen Jönsson, svensk ishockeyspelare
- 1973 – Alfie Boe, brittisk operasångare
- 1980 – Zachary Levi, amerikansk regissör och skådespelare
- 1987 – Anaïs Demoustier, fransk skådespelare
- 1998 – Kailer Yamamoto, amerikansk ishockeyspelare

## Avlidna
- 48 f.Kr. – Pompejus, romersk fältherre och statsman
- 855 – Lothar I, romersk kejsare och kung av Mellanfrankiska riket
- 880 – Karloman, kung av Bayern och av Italien
- 1304 – Agnes av Brandenburg, drottning av Danmark
- 1560 – Gustav Vasa, svensk riksföreståndare och kung av Sverige
- 1637 – Lorenzo Ruiz, filippinsk kristen martyr
- 1833 – Ferdinand VII av Spanien, kung
- 1864 – Jared W. Williams, amerikansk demokratisk politiker, senator från New Hampshire
- 1875 – Paulus Genberg, biskop i Kalmar stift, ledamot av Svenska Akademien
- 1893 – Willis Benson Machen, amerikansk demokratisk politiker, senator från Kentucky
- 1898
  - Thomas F. Bayard, amerikansk jurist och politiker, utrikesminister
  - Louise av Hessen-Kassel, drottning av Danmark
- 1902 – Émile Zola, fransk författare
- 1914 – Alf Wallander, svensk konstnär, konsthantverkare och formgivare
- 1926 – Léon Bourgeois, fransk politiker och jurist, mottagare av Nobels fredspris 1920
- 1927 – Willem Einthoven, nederländsk fysiolog, mottagare av Nobelpriset i fysiologi eller medicin 1924
- 1930 – Ilja Repin, rysk målare
- 1937 – Ray Ewry, amerikansk friidrottare
- 1938 – Carl Oscar Johansson i Sollefteå, svensk kamrer och socialdemokratisk riksdagspolitiker
- 1962 – Knud Kristensen, dansk statsminister
- 1963 – Arvid Richter, svensk sångare
- 1967 – Carson McCullers, amerikansk författare
- 1973 – W.H. Auden, brittisk författare
- 1987 – Henry Ford II, amerikansk industriman, chef för Ford Motor Company
- 1989 – Gunnar Wiklund, svensk sångare (baryton)
- 1991 – Karl-Gustav Andersson, svensk rörverksarbetare och socialdemokratisk politiker
- 1997 – Sven-Eric Johanson, svensk kompositör, medlem i Måndagsgruppen
- 2003 – Elia Kazan, amerikansk regissör
- 2004 – Christer Pettersson, huvudmisstänkt för Palmemordet
- 2007 – Lois Maxwell, kanadensisk skådespelare
- 2009
  - Henry Bellmon, amerikansk republikansk politiker, guvernör i Oklahoma, senator
  - Anu Kaipainen, finländsk författare
- 2010
  - Georges Charpak, fransk fysiker, mottagare av Nobelpriset i fysik 1992
  - Tony Curtis, amerikansk skådespelare
- 2011
  - Hella S. Haasse, nederländsk författare
  - Rolf Zetterström, svensk läkare och professor i pediatrik
- 2012 – Malcolm Wicks, brittisk parlamentsledamot.
- 2014
  - Cecilia Frisendahl, svensk grafiker, tecknare och konstnär
  - Erik Hansen, dansk kanotist, OS-guldmedaljör 1960
  - Pia Hesselmark-Campbell, svensk konstnär
  - Yves Marchesseau, fransk TV-personlighet (”La Boule” i Fångarna på fortet)
- 2017 – Magdalena Ribbing, svensk journalist och författare
- 2021 – Gunlög Hagberg, svensk skådespelare